# Sławomir Godek
Sławomir Godek – polski prawnik, doktor habilitowany nauk prawnych, nauczyciel akademicki
Uniwersytetu Kardynała Stefana Wyszyńskiego w Warszawie, historyk prawa, specjalista w zakresie prawa rzymskiego.

## Życiorys
W 2002 na podstawie napisanej pod kierunkiem Jana Zabłockiego rozprawy pt. Prawo rzymskie w III Statucie Litewskim (1588) otrzymał na Wydziale Prawa i Administracji Uniwersytetu Warszawskiego stopień naukowy doktora nauk prawnych w zakresie prawa, specjalność: prawo rzymskie. Tam też w 2014 na podstawie dorobku naukowego oraz rozprawy pt. III Statut litewski w dobie porozbiorowej uzyskał stopień doktora habilitowanego nauk prawnych w zakresie prawa, specjalność: historia prawa.
Został adiunktem na Wydziale Prawa i Administracji Uniwersytetu Kardynała Stefana Wyszyńskiego w Warszawie, gdzie objął stanowisko kierownika Katedry Historii Ustroju i Prawa w Polsce. Był wykładowcą Europejskiej Wyższej Szkoły Prawa i Administracji w Warszawie.